# Велика народна скупштина Срба, Буњеваца и осталих Словена у Банату, Бачкој и Барањи
Велика народна скупштина Срба, Буњеваца и осталих Словена у Банату, Бачкој и Барањи била је скупштина одржана у Новом Саду 25. новембра 1918. године, која је прогласила присаједињење Баната, Бачке и Барање Краљевини Србији.

## Крај Великог рата (1914—1918)
Након капитулације Немачког царства у Првом светском рату (1918) кренуле су серије масовних договора који су постигнути у наредних 5 година. Сваки договор је био намењен одређеној држави на страни Централних сила (Немачка, Аустроугарска, Османско царство и Бугарска). Одмах након уговора везаних за Немачку, на ред је дошла Аустроугарска. Предстојећи договори подразумевали су распарчање Аустроугарске на више држава и самоуправних области (Аустрија, Мађарска, Држава СХС, Војводина, Срем, Трансилванија...). Када су се мировни преговори завршили Краљевина Србија је кренула да врши офанзиву у тадашњој Војводини и почела са окупацијом. Међутим, становници скоро свих насеља су Српску војску доживели као ослободиоце и српски војници нису примењивали никакву форму насиља док су поносно марширали највећим градовима регије. Након ослобођења Бачке и Барање и поделе Војводине (у доњем делу текста) формирала се такозвана Велика народна скупштина Срба, Буњеваца и осталих Словена у Банату, Бачкој и Барањи која ће преузети контролу над овим подручјима.

## Сазивање скупштине
После пропасти Аустроугарске монархије октобра 1918. године, регионе Банат, Бачку и Барању посела је војска Краљевине Србије. Фактичку управу над овим подручјима преузели су локални војвођански Срби, а на челу ове управе налазио се Српски Народни Одбор из Новог Сада.
Дана 25. новембра 1918. године, сазвана је Велика народна скупштина Срба, Буњеваца и осталих Словена у Банату, Бачкој и Барањи, која је прогласила присаједињење ових региона Краљевини Србији (на скупштини је било укупно 757 делегата, од којих 578 Срба, 84 Буњевца, 62 Словака, 21 Русин, 6, Немаца, 3 Шокца, 2 Хрвата и 1 Мађар), а 1. децембра 1918. године, Краљевина Србија се ујединила са Државом Словенаца, Хрвата и Срба, да би формирала Краљевину Срба, Хрвата и Словенаца. Скупштина је одржана у Новом Саду, у хотелу „Гранд хотел Мајер” (данашња зграда Војвођанске банке), а међу делегатима је било седам жена.
Према прогласу објављеном 17. новембра, право гласа на Великој народној скупштини имали су Срби, Буњевци и остали Словени, оба пола, са навршених двадесет година. Посланици су бирани по општинама, по један посланик на хиљаду грађана, а изабрани су на јавним зборовима, акламацијом.
Велику народну скупштину отворио је унијатски прота Јован Храниловић као најстарији посланик по годинама. Посланици скупштине заступали су 211 општина из Баната, Бачке и Барање, а седници су присуствовали и представници Срема, чланови СНО Нови Сад, као и српски и француски официри који су се затекли у Новом Саду. Пошто је завршено конституисање Скупштине, председавање је преузео др Игњат Павлас, који је најавио Јашу Томића, председника СНО Нови Сад, као подносиоца главне одлуке. Јаша Томић се најпре краћим говором обратио овом историјском скупу, а потом је прочитао одлуке Скупштине.
Велика народна скупштина није само прогласила присаједињење Баната, Бачке и Барање Краљевини Србији, већ је, такође, донела одлуку о формирању покрајинске управе (владе и скупштине) у овим регионима. Покрајинска влада је званично названа „Народна управа за Банат, Бачку и Барању”, а за њеног председника изабран је др. Јован Лалошевић, док је покрајинска скупштина званично названа „Велики народни савет”, за чијег је председника изабран др. Славко Милетић.

## Одлуке скупштине
Изводи из одлука Скупштине:
- Молимо владу братске Србије, да на Конгресу мира заступа наше интересе.
- Прикључујемо се Краљевини Србији, која својим досадашњим радом и развитком ујемчава слободу, равноправност, напредак у сваком правцу, не само нама, него и свима словенским па и несловенским народима, који с нама заједно живе.
- Несрпским и несловенским народима, који остају у нашим границама, обезбеђује се свако право, којим желе да као мањина очувају и развијају своје народно биће.
- Банат, Бачка и Барања у границама, које повуче Антантина балканска војска, проглашује се данас 12. (25) новембра 1918. на Великој народној скупштини на основу узвишеног начела народног самоодређивања отцепљеним, како у државно-правном, тако и у политичком и привредном погледу од Угарске.
- Због тога Народна скупштина поставља Велики народни савет, којем је извршни орган Народна управа.
- Народни савет чине 50 чланова, изабрани из ове Народне скупштине. Народни савет доноси потребне уредбе и наредбе, поставља Народну управу и врши надзор над њом.
- Народна управа управљаће означеном територијом на основу начела потпуне слободе и равноправности за све народе. Сваки грађанин има неоспорно право, да на свом матерњем језику општи са свима властима.
- Седиште Великом народном савету и Народној управи је Нови Сад.

## Подела покрајине између Србије, Румуније и Мађарске
Са завршетком Великог рата (1914—1918) дошло је до још већих спорова између држава које су имале претензије на одређене територије. Један од највећих спорова на територији бивше Аустроугарске монархије био је заправо између Србије и Румуније. На територији некадашње аустријске покрајине „Војводство Србија и Тамишки Банат” живели су у већини Срби, али и велики број Румуна и Русина (који су одувек били најкарактеристичнији за Румунске кнежевине). Као што смо могли видети у једном од претходних наслова, након распарчавања Аустроугарске, Краљевина Србија је окупирала ову покрајину. Међутим, уз добре дипломатске односе две државе су нашле адекватну поделу, чак иако је она била јако погубна по Србе. Подела је обухватала припајање највећег дела Баната Румунији (која током рата није окупирала ни део ове области) у којој је живело доста Срба (који и дан данас живе на југозападу Румуније). Мађарска је по споразумима који су претходно потписани такође имала право на нешто ове територије, па су јој две државе доделиле малу област у најсевернијем делу покрајине. Ускоро након овога Краљевина СХС ће се формирати и веома брзо решити територијалне спорове са Краљевином Италијом. Након тога Краљевина СХС се дели на више административних области и добија међународно признање.